# Nanchang Q-5

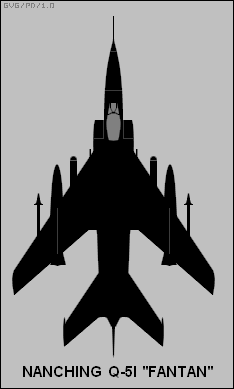
Profiel van de Q-5

De Nanchang Q-5 (Chinees: 強-5) (NAVO-codenaam: Fantan), is een Chinees grondaanvalsvliegtuig, gebaseerd op de Sovjet-Russische MiG-19. Zijn belangrijkste taak is luchtsteun. Het toestel is als exportversie bekend onder de naam A-5.

## Ontwikkeling
De Volksrepubliek China was een enthousiaste gebruiker van de MiG-19, die lokaal gebouwd werd als Shenyang J-6 sinds 1958. In augustus 1958 vroeg het Volksbevrijdingsleger om de ontwikkeling van een aanvalsvliegtuig voor luchtsteun.
De J-6/MiG-19 werd het uitgangspunt, maar het nieuwe ontwerp, met de aanduiding Qiang-5 (vijfde aanvalsontwerp), had een langere romp, een speciaal ontwerp om trans-sonische weerstand te reduceren en een intern bommenruim te herbergen. De luchtinlaten werden verplaatst naar de zijkant van de romp om plaats in de neus te maken voor de geplande doelradar, die nooit werd geïnstalleerd. Er werden nieuwe vleugels met een groter oppervlak en mindere pijlstand gemonteerd. De Q-5 heeft evenals de J-6 Liming Wopen-6A (Trumanski R-9) turbojet motoren. Het herontwerp kostte wat snelheid op grote hoogte, maar de Q-5 is even snel als de MiG-19/J-6 op lage hoogte, grotendeels door de vorm van de romp.
Vaste bewapening van de Q-5 werd teruggebracht tot twee Type 23-1 23 mm kanonnen met 100 patronen elk, gemonteerd in de vleugelwortels. Er werden twee pylonen onder elke vleugel gehangen en twee paar tandem pylonen onder de motoren als aanvulling op het bommenruim. In totaal kon er 1.000 kg aan lading intern meegenomen worden, en nog 1.000 kg extern. Op veel vliegtuigen wordt het interne ruim gebruikt voor extra brandstofcapaciteit.
Het eerste prototype was klaar in 1960, maar de politieke situatie in China werd het project afgeblazen in 1961. Een klein team hield het aan gang tot het project weer geopend werd in 1963, waarbij de productie werd verplaatst naar Nanchang. De eerste vlucht vond uiteindelijk plaats op 4 juni 1965. serieproductie begon in 1969 en de eerste toestellen werden afgeleverd vanaf 1970.
Er zijn ongeveer 1.000 vliegtuigen geproduceerd, waarvan er ongeveer 600 de opgewaardeerde Q-5Aversie waren. Een klein aantal Q-5A's werden gemodificeerd voor het vervoeren van kernwapens, van deze toestellen wordt gedacht dat ze hun interne bommenruim hebben behouden. Een lange-afstandsversie, de Q-5I werd in 1983 geïntroduceerd, had een brandstoftank in de romp in plaats van een bommenruim wat weer gecompenseerd werd door twee extra pylonen onder de vleugels. Enkele van deze vliegtuigen hebben dienstgedaan bij de Marine en waren uitgerust met radar om antischeepsraketten te geleiden. Ze konden ook torpedo's meenemen. Kleine verbeteringen behelsden onder meer een Q-5IA, met een nieuw richtsysteem en avionica en de Q-5II met een radarverklikker.
In de jaren 80 werd de Fantan geëxporteerd naar landen als Pakistan, Myanmar, Bangladesh en Noord-Korea, en staat daar meestal bekend als A-5. Pakistan ontdekte dat de A-5 in luchtgevechten op lage hoogte (onder 900 meter) de F-16A/B aankon.
Plannen om de Q-5/A-5 uit te rusten met Westerse materialen en nieuwe navigatie en aanvalssystemen werden grotendeels afgeblazen na het Tiananmenprotest van 1989, maar de Fantan blijft nog in productie. Het is een capabel licht aanvalsvliegtuig, al zijn de navigatie en wapensystemen inferieur aan modernere vliegtuigen.
Recentelijk heeft de PLAAF nieuwe modellen van de Q-5 ingevoerd uitgerust met technologieën die werden uitgevonden tijdens de afgeblazen Q-5M en Q-5K projecten. De Q-5 kreeg laserapparatuur in de neus voor het sturen van lasergeleide bommen. Daarnaast kan hij ook kernwapens meenemen. De Q-5D heeft ook nieuwe avionica, waaronder een Head-up display.

## Varianten
Voor verschillende technische, sociale, politieke en economische redenen is de Q-5 al bijna een halve eeuw na zijn eerste vlucht nog in gebruik, en er zijn verschillende varianten ontworpen.
Q-5Originele productieversie met in totaal zes pylonen, een onder elke vleugel en vier onder de romp. werd opgevolgd door de Q-5A.
Q-5AQ-5 met acht pylonen, met een extra pylon onder elke vleugel voor AA-2 Atoll lucht-luchtraketten.
Q-5 nucleaire bommenwerperAangepaste Q-5A voor het vervoeren van nucleaire bommen, slechts enkele van gebouwd. Een ervan staat opgesteld in het luchtvaartmuseum in Peking.
Q-5 torpedobommenwerperBewapend met Type 317 puls doppler vuurcontroleradar die ook geschikt was voor terreinvolging en vermijding met een maximaal bereik van 20 km.
Q-5 Anti-scheepsraket dragerVervanger voor de torpedobommenwerper, uitgerust met een Type 317A luchtradar, een verbetering van de originele Type 317, met een bereik van meer dan 50 km. Slechts een klein aantal van in dienst gekomen en gedurende de jaren 80 uit dienst gehaald.
Q-5IEen Q-5A met extra brandstoftank in de romp in plaats van het bommenruim, waardoor de brandstofcapaciteit met meer dan 70% toenam. Zoals alle voorgaande Q-5 varianten had hij te maken met de slechte navigatieapparatuur, waardoor hij langer moest rondvliegen, wat weer deels werd gecompenseerd door de vergrote brandstofcapaciteit.
Q-5IAHet originele richtsysteem, SH-1, van de Q-5 was ontworpen door fabriek No. 5311 maar had gelimiteerde mogelijkheden omdat aanvallen alleen uitgevoerd konden worden onder een vaste hoek. Een verbeterde versie werd ontwikkeld, SH-1I, zodat de aanvallen onder verschillende hoeken kon plaatsvinden.
A-5Export aanduiding voor de Q-5 naar Noord-Korea die opdook in de Chinese media. Het is niet geheel duidelijk welke Q-5 versie de A-5 is.
Q-5IIEen Q-5IA met toegevoegde radardetectiesystemen en een nieuw HK-15 laser-afstandsmeter ter vervanging van de oude 79Y4. Een nieuw richtsysteem, SH-1II, verving de oude SH-1I.
A-5BExportversie van de Q-5II met de mogelijkheid tot het lanceren van westerse raketten zoals de Franse R.550 Magic lucht-luchtraket. Verkocht aan Myanmar.
Q-5MEen Chinees-Italiaans samenwerkingsverband om de Q-5II op te waarderen door het om te bouwen naar de MIL-STD-1553B standaard. Twee centrale computers zullen worden geïnstalleerd evenals de Italiaanse Pointer-2500 radar. Ondanks dat het project werd gestaakt na het Tiannanmen-protest van 1989 werd de Chinese versie van de radar uiteindelijk gebruikt op de J-7GB.
A-5Exportversie van de Q-5M met meer westerse apparatuur, zoals vlieginstrumenten van Rockwell Collins en schietstoelen van Martin-Baker. Kreeg de mogelijkheid tot het meenemen van westerse raketten als de R.550 Magic of AIM-9 Sidewinder. Afgeblazen met de Q-5M in 1989.
Q-5KChinees-Frans samenwerkingsverband om de Q-5II op te waarderen met Franse avionica, zoals de VE110 head-up display, ULIS91 navigatiesysteem, TMV630 laserafstandsmeter en andere elektro-optische instrumenten. Evenals de Q-5M/A-5M werd het project gestaakt na het protest van 1989.
A-5KExportversie van de Q-5K met meer westerse apparatuur, zoals vlieginstrumenten van Rockwell Collins en schietstoelen van Martin-Baker. Kreeg de mogelijkheid tot het meenemen van westerse raketten als de R550 Magic of AIM-9 Sidewinder. Afgeblazen met de Q-5K in 1989.
Q-5IIIChinese update met nieuwe navigatiesystemen en een JQ-1 head-up display.
A-5CExportversie van de Q-5III met meer westerse apparatuur op verzoek van de klanten, zoals vlieginstrumenten van Rockwell Collins en schietstoelen van Martin-Baker. Kreeg de mogelijkheid tot het meenemen van westerse raketten als de R550 Magic of AIM-9 Sidewinder. Geëxporteerd naar Bangladesh en Pakistan.
Q-5IVOpgewaardeerde Q-5III met de systemen van onder meer de afgeblazen Q-5M. Ook bekend als Q-5D.
A-5DExportversie van de Q-5IV, met westerse onderdelen. Afgeblazen om alle middelen te concentreren op de Q-5E.
Q-5EEen Q-5IV ontwikkeling met de mogelijkheid tot het werpen van lasergestuurde bommen, zoals de LS-500J LGB en uitgerust met gps.
Q-5FVerdere ontwikkeling van de Q-5E met extra infraroodcamera's en gewone camera's.
Q-5Jtweezitversie van de Q-5. De achterste stoel staat 286 mm hoger dan die van de piloot. Als hij als trainer gebruikt wordt kan de besturing vanuit de achterste cockpit de prioriteit krijgen.